# Grabowiec (Człuchów)
Pour les articles homonymes, voir Grabowiec.
Grabowiec est une localité polonaise de la gmina mixte de Czarne située dans le powiat de Człuchów en voïvodie de Poméranie. Elle se trouve à environ 28 km à l'ouest de Człuchów et 134 km au sud-ouest de la capitale régionale Gdańsk.

## Géographie

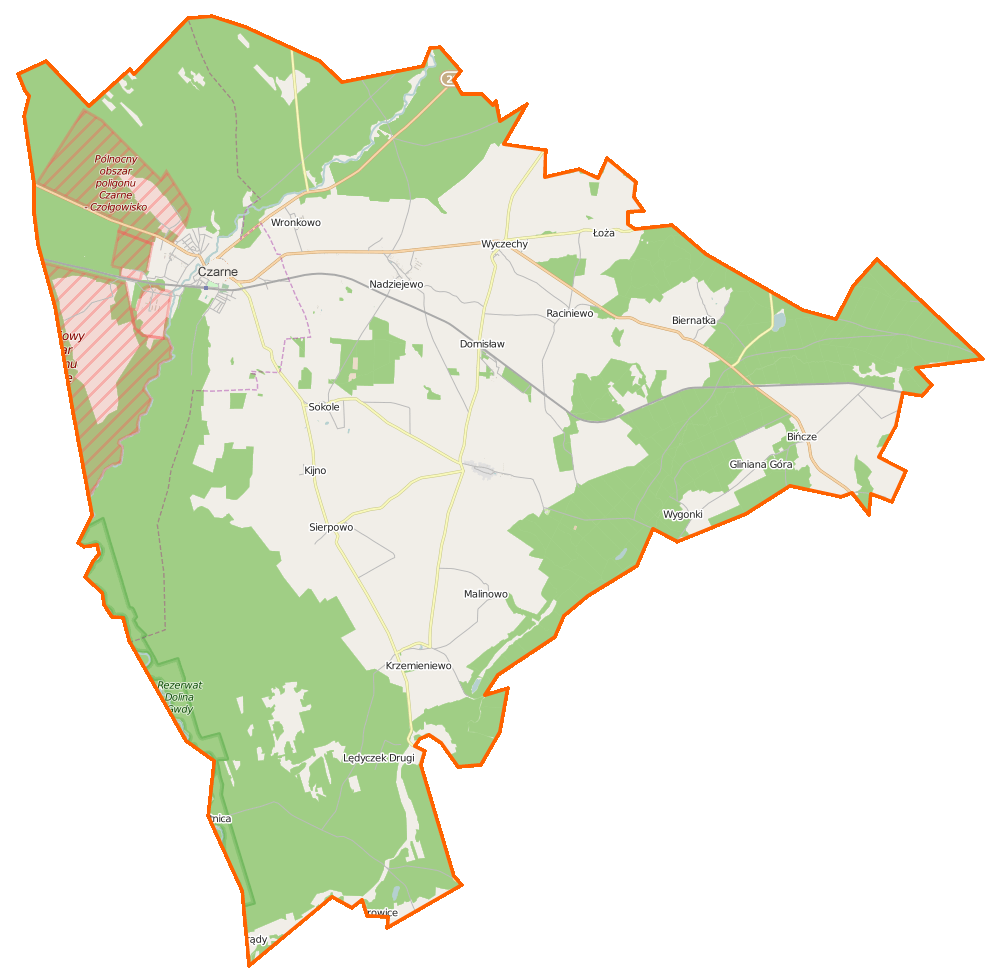
Carte de la gmina de Czarne.